# Camponotus longipilis
Camponotus longipilis é uma espécie de inseto do gênero Camponotus, pertencente à família Formicidae.